# Sextius interposita
Sextius interposita är en insektsart som beskrevs av Buckton. Sextius interposita ingår i släktet Sextius och familjen hornstritar. Inga underarter finns listade i Catalogue of Life.